# الهلیا
ال-هلیا یک منطقهٔ مسکونی در فلسطین است.

## خصوصیات
ال-هلیا ۱٬۲۷۷ نفر جمعیت دارد.